# FC Volov 1929 Shumen
El Professional Football Club Shumen 2010 es un equipo de fútbol de Bulgaria que milita en la B PFG, la segunda liga de fútbol más importante del país.

## Fundación
Fue fundado en el año 1929 en la ciudad de Shumen con el nombre Panayot Volov y se les conoce como Los Cerveceros a raÍz de que en la ciudad nació la cerveza Shumensko y ha cambiado de nombre en algunas ocasiones, como:
- 1980 - DFS Shumen
- 1984 - Madara Shumen
- 1985 - FC Shumen
- 1996 - Yunak Shumen, por problemas financieros
- 2001 - FC Shumen 2001
- 2007 - FC Shumen
- 2010 - FC Shumen 2010

Participó en los campeonatos regionales por primera vez en 1934-35 y sus mejores años han sido a inicios de la década de los años 1990, donde participó por primera, y hasta el momento, única participación a nivel continental. Tuvieron problemas financieros al quedarse sin patrocinadores a finales de los años 1990, por lo que tuvieron que reinventarse. Nunca ha sido campeón de Liga, en la cual ha militado en 7 temporadas, ni tampoco ha ganado títulos de Copa.
A nivel internacional ha participado en 1 torneo continental, en la Copa UEFA de 1994/95, donde fue eliminado en la Ronda Preliminar por el Anorthosis Famagusta de Chipre.

## Palmarés
- B PFG: 2

1971/72, 1982/83
- V AFG: 1

2011–12

## Participación en competiciones de la UEFA
- Copa UEFA: 1 aparición

1995 - Ronda Preliminar

### Partidos en UEFA
| Temporada | Torneo    | Ronda      | País   | Club                 | Casa | Visita | Global |
| --------- | --------- | ---------- | ------ | -------------------- | ---- | ------ | ------ |
| 1994/95   | Copa UEFA | Preliminar | Chipre | Anorthosis Famagusta | 1-2  | 0-2    | 1-4    |